# Difluormetan
Difluormetan eller metylendifluorid är en halogenalkan med formeln CH2F2. Den skiljer sig från många andra köldmedium genom att den inte är skadlig för ozonlagret och att den är brandfarlig. En azeotrop blandning av difluormetan och pentafluoretan som går under namnet R-410A och används som köldmedium i äldre värmepumpar.
Trots att den anses som ett miljövänligare alternativ till andra köldmedier så har den en GWP på 550.